# Avenida Juan Ponce de León
La avenida Juan Ponce de León, coextensiva con las carreteras PR-25 y PR-8838 en casi la totalidad de su trayecto, es una de las principales avenidas de San Juan, Puerto Rico. Comenzando en la plaza Colón del Viejo San Juan como continuación de la calle Fortaleza, esquina con la calle Recinto Sur, la arteria constituye el eje esencial de la isleta de San Juan, el barrio de Santurce, que comprende áreas de influencia tales como los subbarrios de Miramar, Campo Alegre, Hipódromo, Minillas, San Mateo, Sagrado Corazón y otros barrios con características particulares a lo largo del recorrido de la avenida, continuando con el sector de Hato Rey y finalmente el pueblo de Río Piedras.

## Descripción de la ruta
La avenida Ponce de León es una carretera de un solo sentido en la mayor parte de su recorrido y consta principalmente de tres carriles. Corre desde el Viejo San Juan hasta el pueblo de Río Piedras y en la mayor parte de su longitud es una carretera de tres o cuatro carriles que atraviesa la isleta de San Juan. El tramo que atraviesa el pueblo de Río Piedras es el único segmento que no es una vía de varios carriles.
A lo largo de la avenida predominan los edificios institucionales, culturales y emblemáticos, y es considerada como una de las principales arterias en gestión de compras, participación comunal, actividades culturales y de capacitación de la ciudad. Asimismo, constituye un atractivo por su arquitectura.

## Historia
Antes de la llegada de los europeos, los pobladores indígenas se conectaban por huella o  camino rudimentario justamente por lo que hoy en día se conoce como la avenida Juan Ponce de León. Aunque eran caminos estrechos, para el paso de personas solamente, paulatinamente fue ensanchado por los españoles durante la colonización, cual fue nombrada carretera Central, el principal conector de la capital con la isla principal de Puerto Rico.
Por siglos circularon por allí los flujos de gente, ideas y mercancías que sirvieron de sostén al desarrollo de la capital y del país, y fue la espina dorsal de la ciudad.
Desde su surgimiento en el siglo XVI como un camino de tierra, la ruta ha sufrido una infinidad de transformaciones, aunque todavía algunos caminos recuerdan a Cangrejos, uno de los asentamientos originales en la ruta.
En 1810 se estableció la Junta de Hacendados y Comerciantes, uno de los organismos responsables de la organización del espacio urbano, más conocida como la Junta de Caminos. Un elemento importante en la organización del espacio fue la construcción de vías de comunicación, las cuales permitieron asentamientos alineados en torno a las vías o carreteras. Uno de los casos más importantes fue la construcción del camino Real, bautizado como la avenida Juan Ponce de León en 1913, y el camino de Bayamón a Cataño, hoy día carretera PR-5. Estos caminos permitieron un mayor flujo entre pueblos vecinos.
En las últimas décadas del siglo XIX, toda el área fue impactada por el desarrollo de todo un complejo infraestructural a lo largo de la avenida. La vía férrea del tranvía de Ubarri a lo largo de la avenida añadió un nuevo elemento de atracción para el excedente poblacional residiendo en las densas calles de la capital. Ubarri tendió su bien recibido tranvía desde el Viejo San Juan hasta Río Piedras a lo largo de la avenida.
Este querido sistema de transporte por la Ponce de León fue clausurado en 1946 cuando la compañía tranviaria fue nacionalizada y pasó a ser una filial de la Puerto Rico Water Resourses Authority (Autoridad de Fuentes Fluviales).
Las paradas a lo largo de la avenida fueron numeradas, desde el 1 en el Viejo San Juan hasta el 40 en Río Piedras. Los números llegaron a ser tan identificados con las ubicaciones, que algunos mapas de calles todavía los muestran hoy en día.

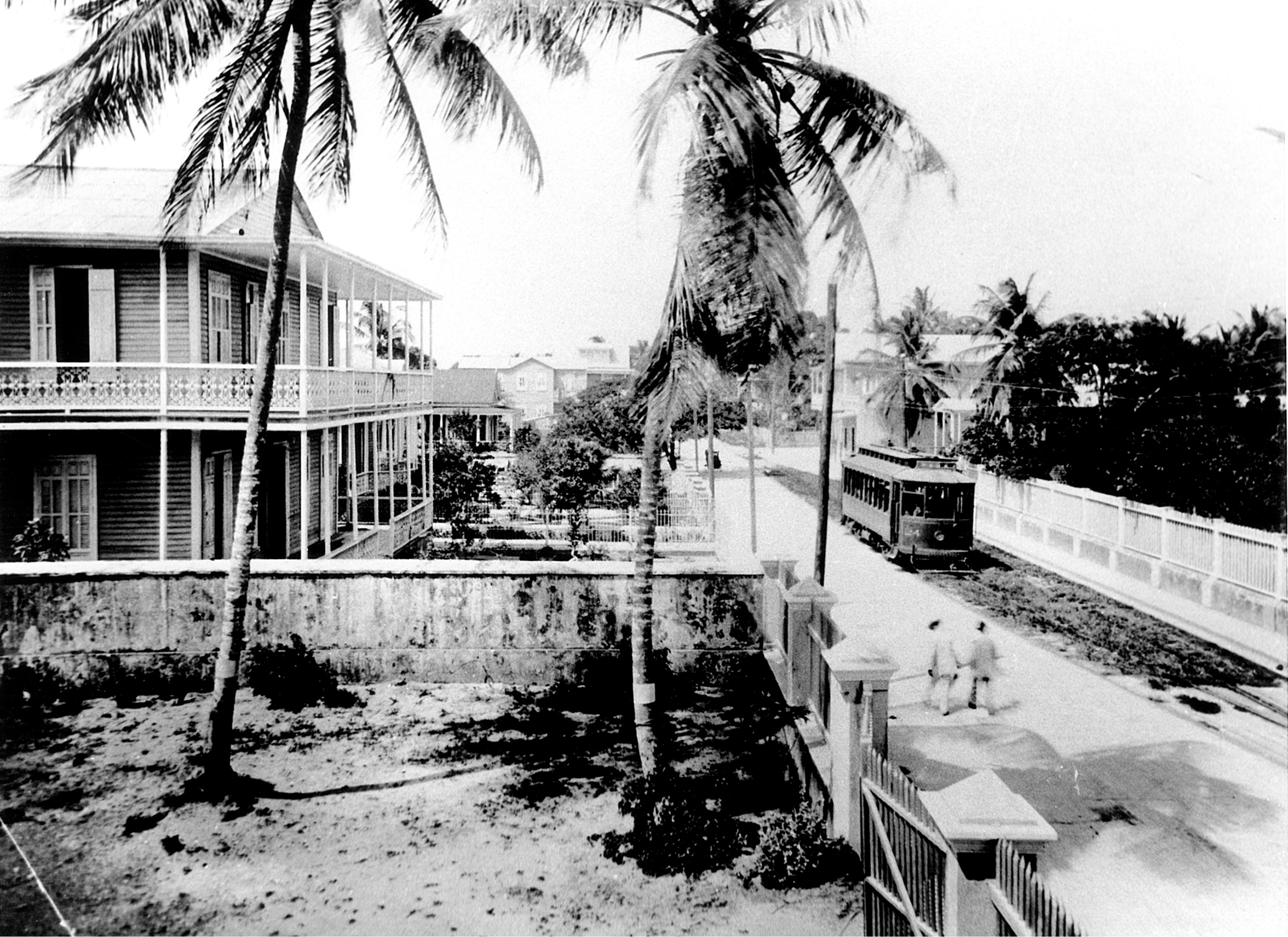
Tranvía de San Juan por la avenida Ponce de León en Miramar
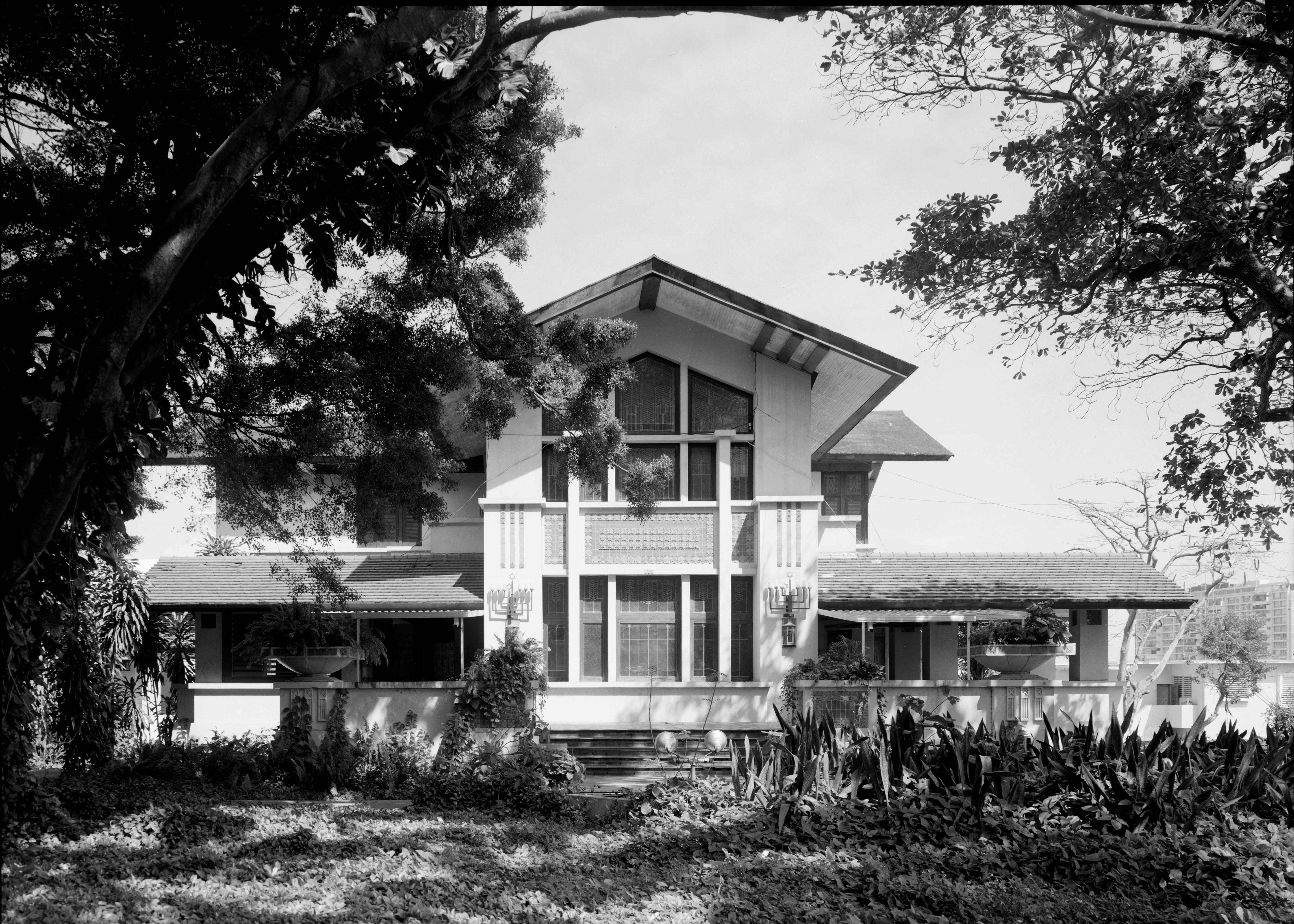
Casa William Korber en Miramar
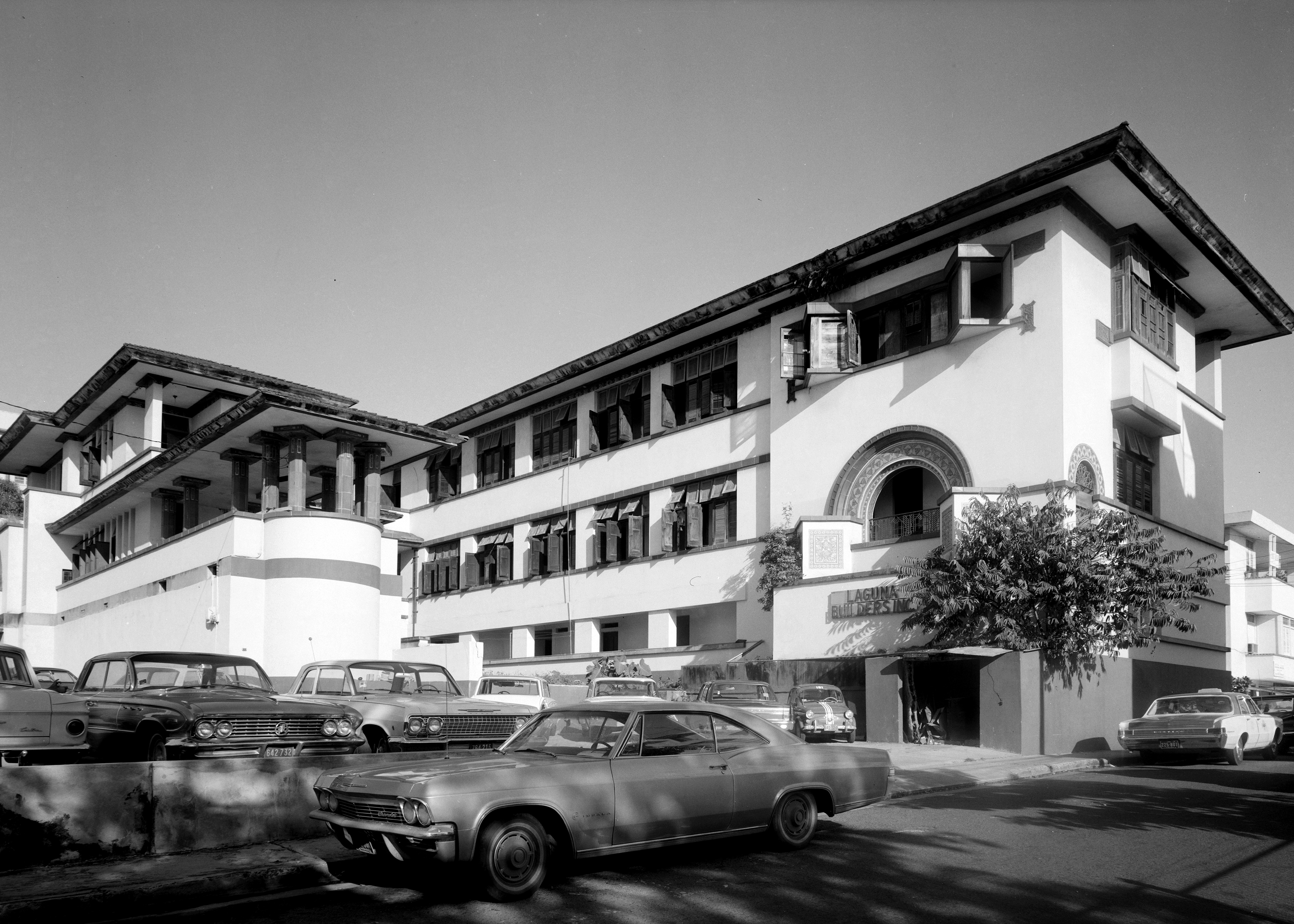
Recordada Mansión Eduardo Giorgetti en Santurce

### En la actualidad
Para la década de 1950, la capital comenzó un proceso tan extenso como acelerado de dispersión por todo su territorio rural y agrícola, así como el abandono del ferrocarril y el tranvía, apoyado por el subsidio de las petroleras y la industria automotriz al Gobierno. La ciudad, es decir, los nuevos barrios residenciales llamados urbanizaciones y los centros comerciales, se movieron hacia la periferia de la ciudad, donde terrenos fértiles y baratos se pavimentaron para los nuevos asentados.
Siguiendo con el fuerte crecimiento económico de Puerto Rico entre los años 60 y 80 de un 20 % anual consecutivo, se fortalece la nueva clase media con acceso a préstamos garantizados, lo cual resultó ser un reto para la nueva Junta de Planificación, la cual no contaba con las herramientas adecuadas para lidiar con los nuevos cambios urbanos. Fue así como se convirtió desde muy temprano en una agencia facilitadora dejando el diseño de la ciudad a manos de los promotores y especuladores. Con el éxodo de residentes y consumidores, la gran avenida que creció con la ciudad y el país por varios siglos comenzó un proceso de decrecimiento, decaimiento y abandono que continúa hasta nuestros días, aunque la esperanza de revivirla ya se encuentra en acción.

«Hay intentos para revivir la avenida. La intención de reforzar el carácter de centro comercial, cultural y laboral se logró solo muy parcialmente con la construcción de proyectos como el Centro de Bellas Artes y el Centro Gubernamental Minillas. Lo que faltó fue la vivienda, ingrediente esencial para hacer ciudad, para devolverle la vida que se fue a los suburbios. Tampoco revitaliza la ciudad ni da nueva vida a la avenida la destrucción de las comunidades todavía vivas que no se sujetan a los modelos de ciudad moderna para atraer inversiones y construir proyectos para los que puedan pagar. Las ciudades son tan ricas como diversas. Pierden fuerza cuando dejan de ser de todos y todas».

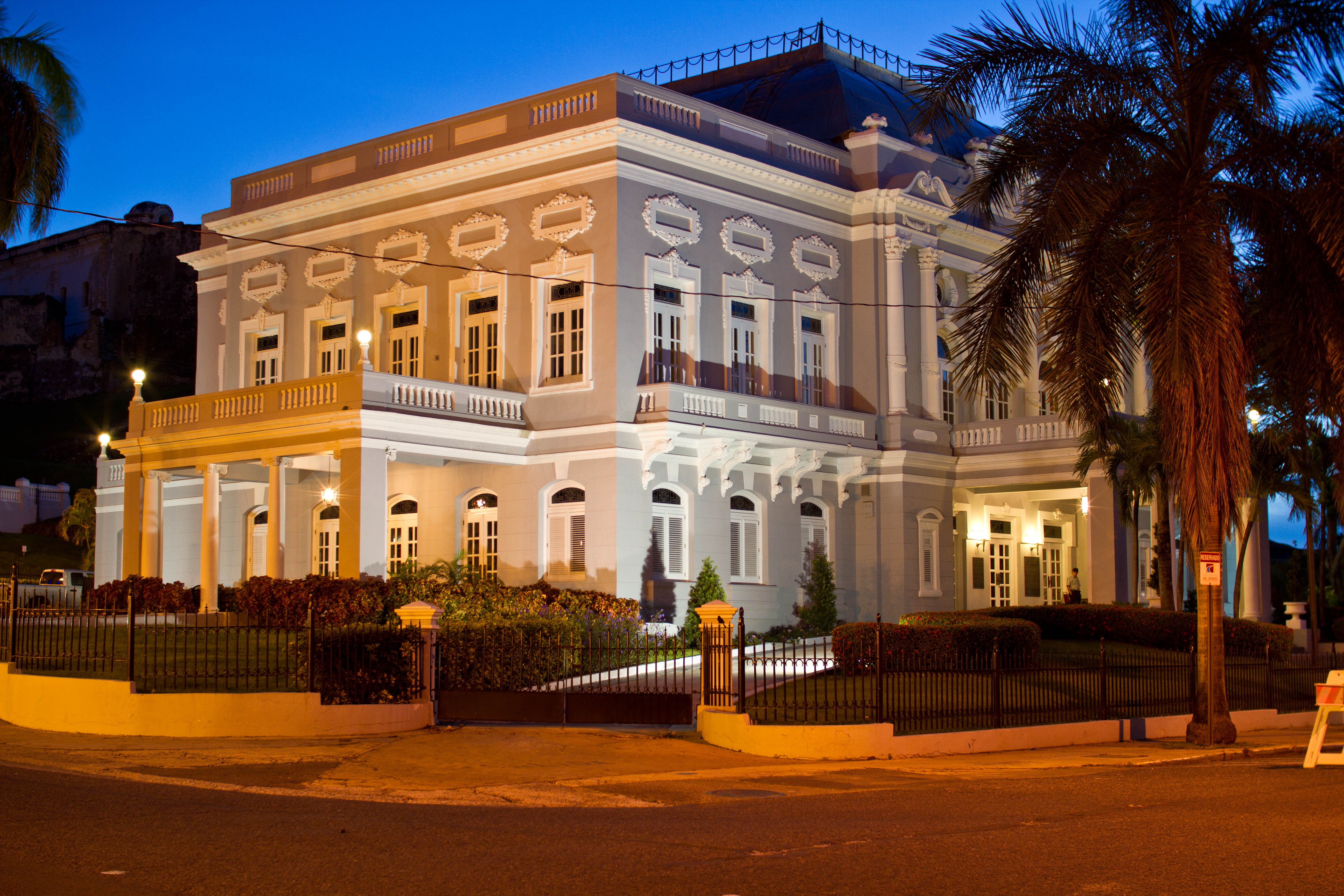
Casino de Puerto Rico, avenida Ponce de León 1
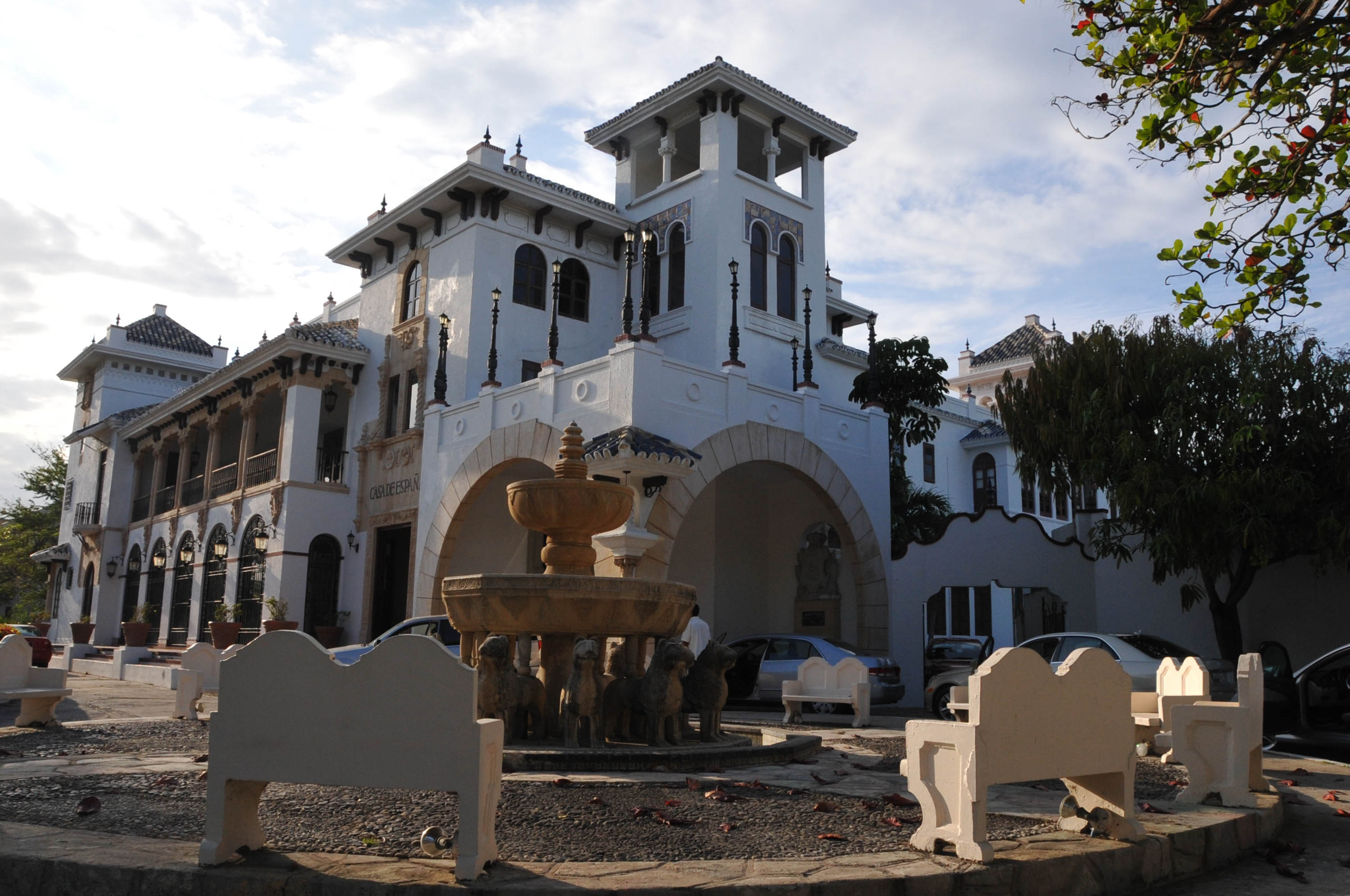
Casa de España en Puerta de Tierra
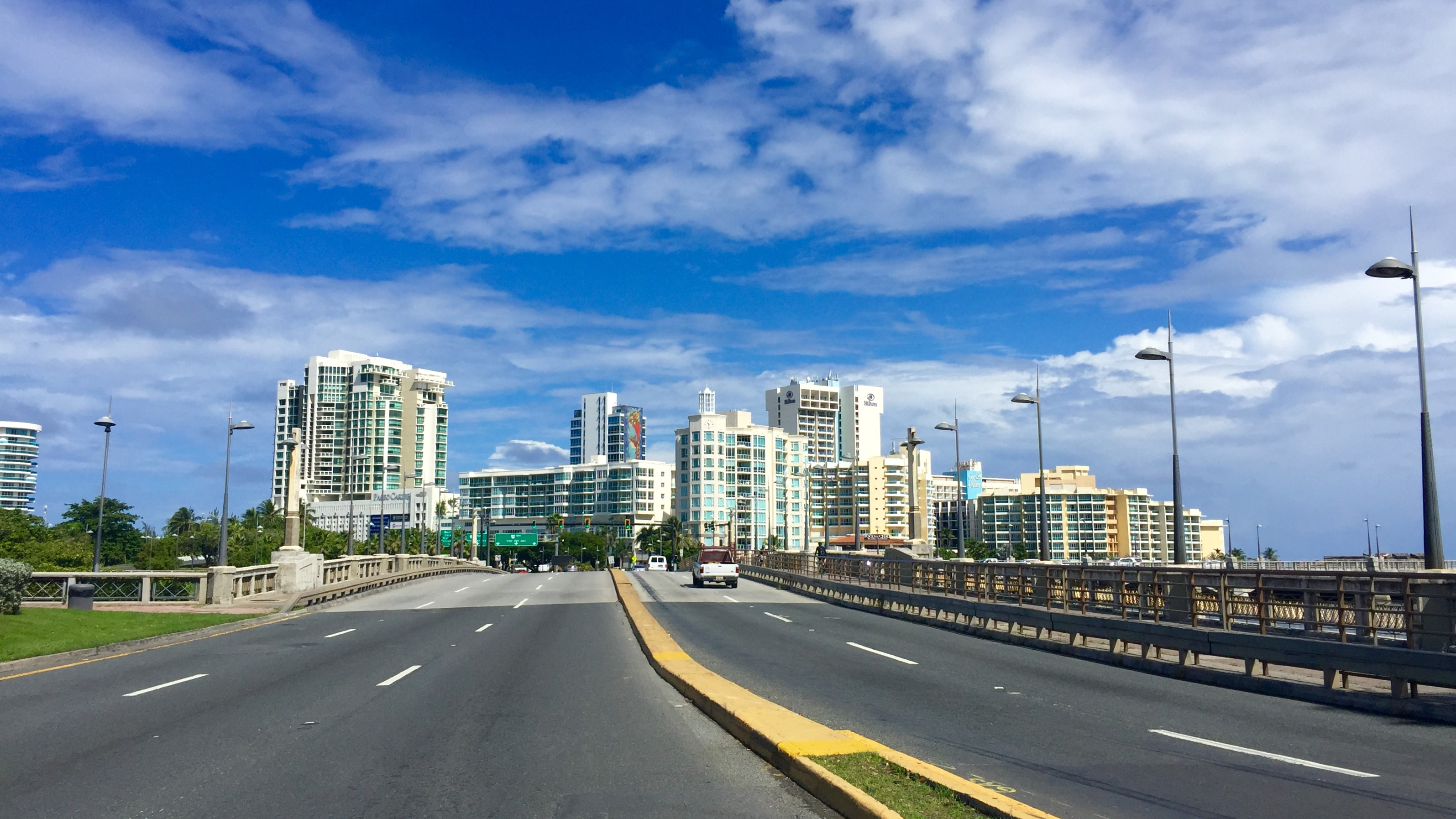
La avenida cruza por el puente Guillermo Esteves
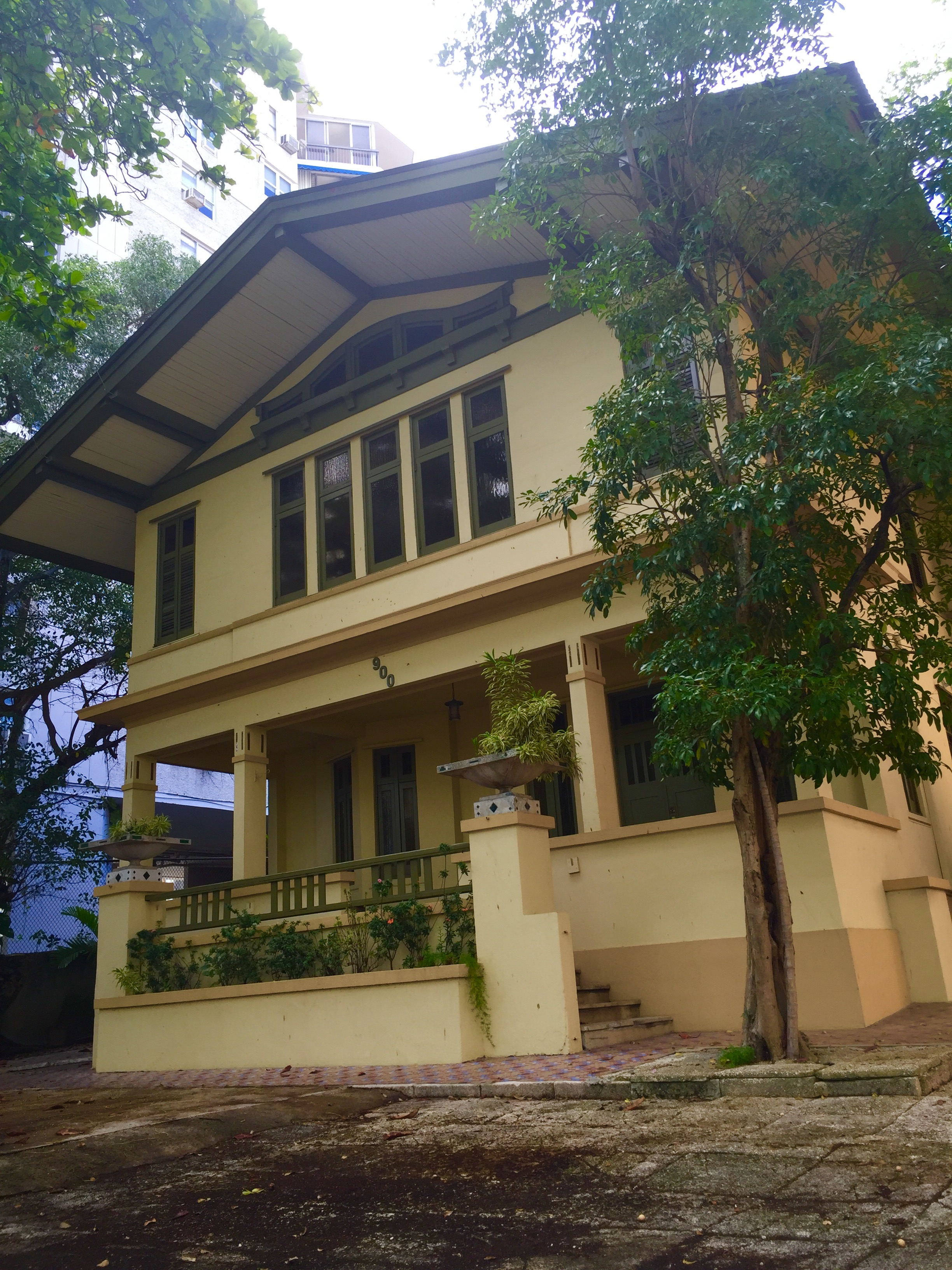
Casa Aboy en Miramar

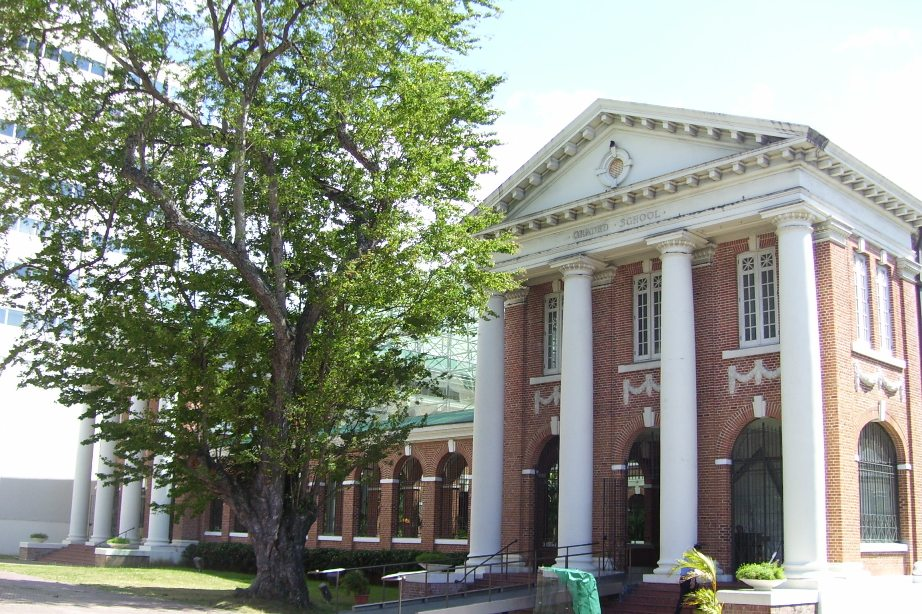
Museo de Arte Contemporáneo
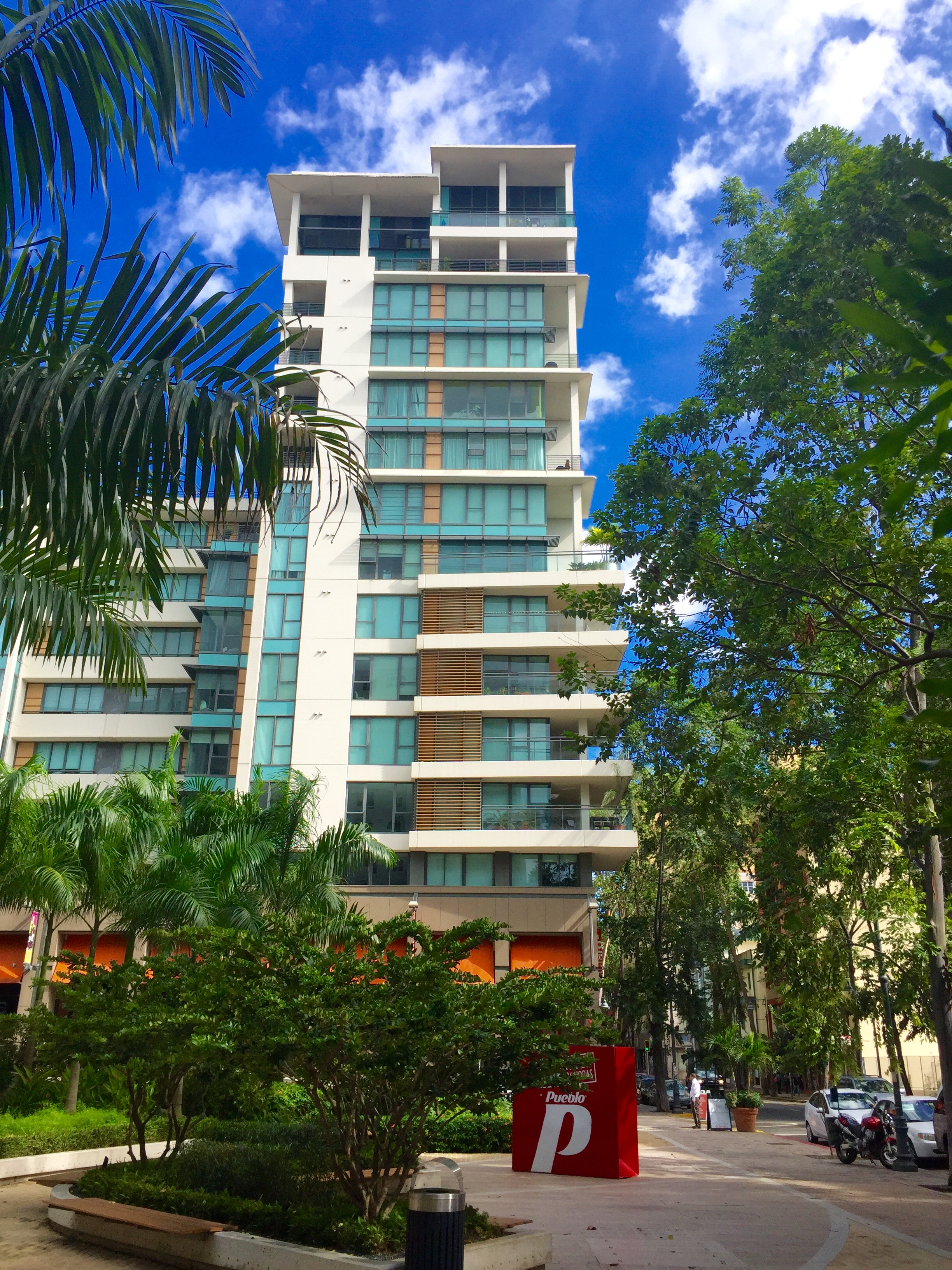
Ciudadela en Santurce
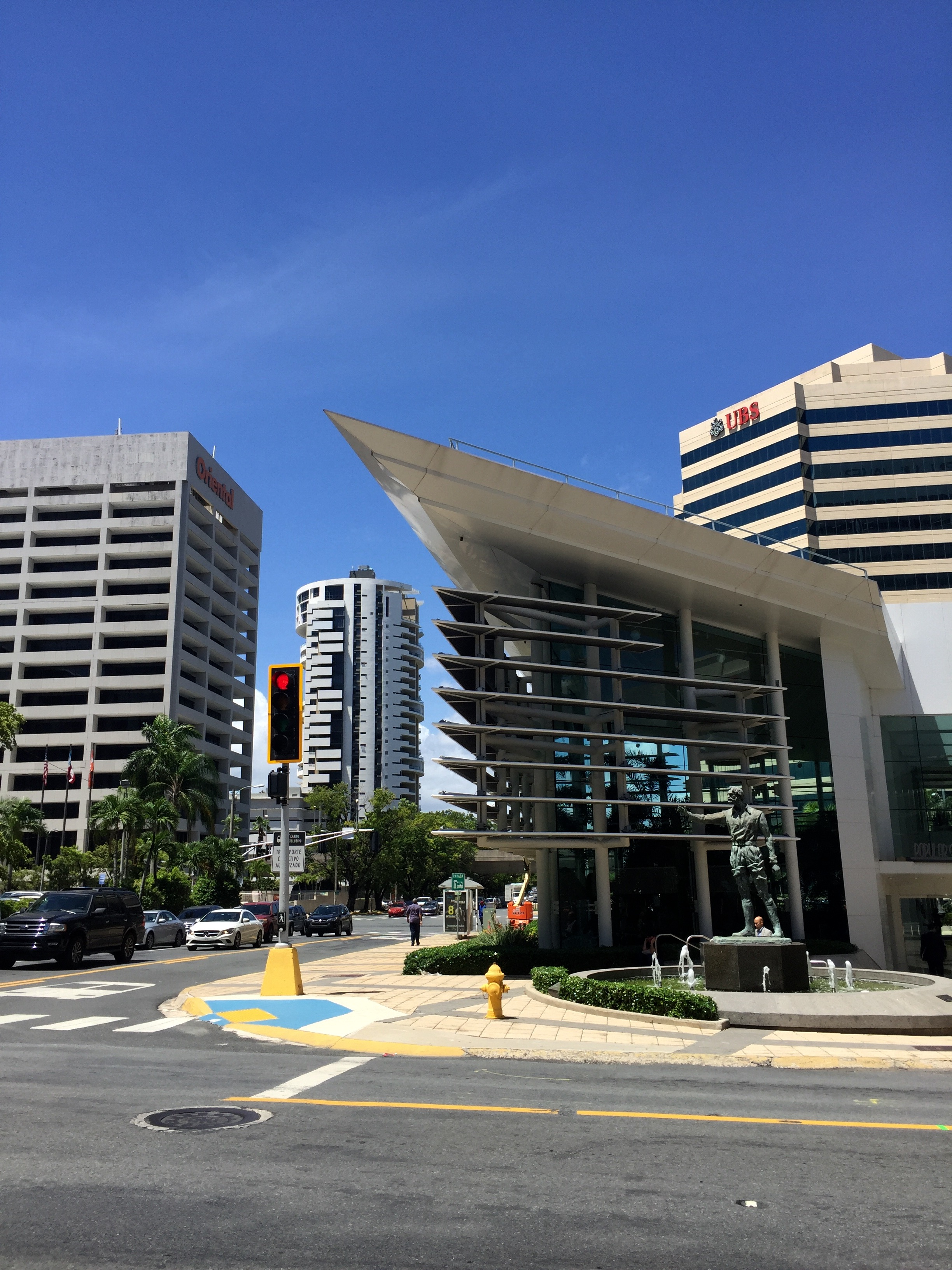
Milla de Oro en Hato Rey
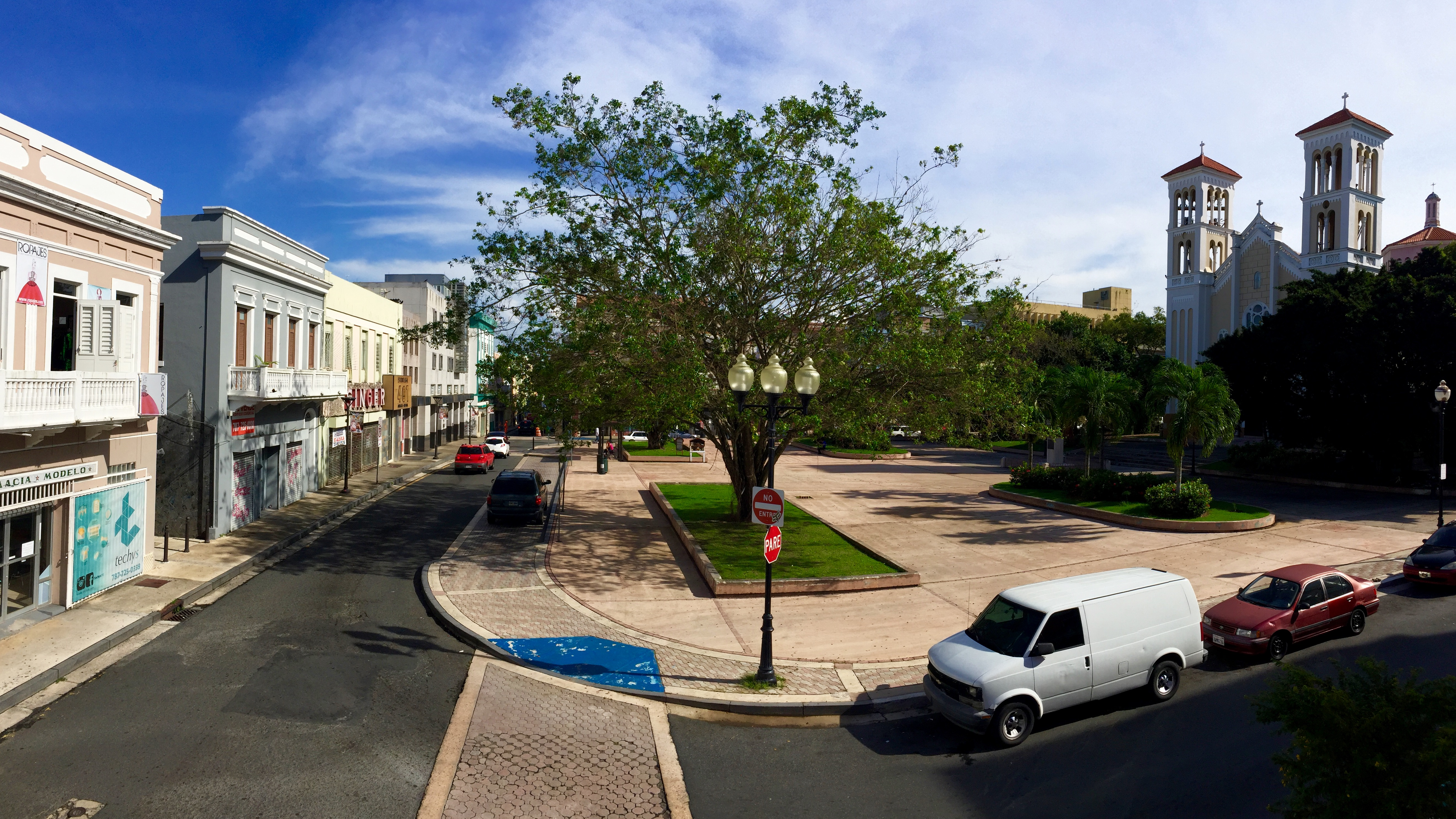
Plaza de la Convalecencia en Río Piedras Pueblo

### Avenida de las Artes
La avenida recientemente fue declarada desde el sector de la parada 12 en Miramar hasta la parada 28 donde ubica el coliseo y el Popular Center Urban Hub (en construcción, para inaugurarse en el segundo semestre de 2017) en Hato Rey como la avenida de las Artes. El área está compuesta, entre otras tantas instituciones, por el Conservatorio de Música, el Museo de Arte Contemporáneo, el Centro de Bellas Artes Luis A. Ferré y el Coliseo de Puerto Rico José Miguel Agrelot. A lo largo de sus aproximadamente 4,6 kilómetros (2,9 millas) abundan la mayor concentración de teatros, museos, vida nocturna, galerías, restaurantes y arte callejero en el Caribe. Este movimiento ha estimulado a jóvenes entrepreneurs con negocios y restaurantes innovadores y exitosos, volviendo a rescatar poco a poco la magnífica avenida, particularmente por una renta accesible, aceras anchas y la accesibilidad peatonal y ciclista cada vez más presente en las inmediaciones del área.

## Mantenimiento
Al igual que el resto de las carreteras estatales, las carreteras PR-25 y PR-8838 son administradas y mantenidas por el Departamento de Transportación y Obras Públicas de Puerto Rico (DTOP).

## Cruces
Toda la ruta se encuentra dentro del municipio de San Juan. Las carreteras PR-25 y PR-8838 son atravesadas principalmente por las siguientes carreteras:
| Ubicación | km                                                                                     | ×                                                                                      | Destinos | Notas |
| --- | -------------------------------------------------------------------------------------- | -------------------------------------------------------------------------------------- | --- | --- |
| San Francisco | ↓0,0                                                                                   |                                                                                        | Calle de la Fortaleza | Continuación más allá de la PR-25P y la calle del Recinto Sur |
| San Francisco | ↓0,0                                                                                   | Calle del Recinto Sur / Avenida Luis Muñoz Rivera (PR-25P)                             | Tránsito entrante desde el norte y saliente hacia el sur; extremo norte de la PR-25, la PR-25P y la avenida de la Constitución | |
| Puerta de Tierra | ↓1,0                                                                                   |                                                                                        | Paseo Covadonga (PR-38) | Solo tránsito entrante; extremo este de la PR-38; acceso indirecto al oeste vía calle Reverendo Gerardo Dávila (km 0,75)                                                   |
| Puerta de Tierra | ↓2,8                                                                                   |                                                                                        | PR-1 sur – Aeropuerto, Carolina, Bayamón                                                                                       | Extremo norte de la PR-1 concurrente y sur de la PR-25P y la avenida de la Constitución                                                                                    |
| Puerta de Tierra | ↓2,8                                                                                   | PR-1 norte – Condado                                                                   | | Extremo norte de la PR-1 concurrente y sur de la PR-25P y la avenida de la Constitución                                                                                    |
| Puerta de Tierra | ↑3,05                                                                                  |                                                                                        | · / · – Viejo San Juan | Extremo norte de la PR-1 concurrente y sur de la PR-25P y la avenida de la Constitución                                                                                    |
| Puerta de Tierra | ↑3,05                                                                                  | · – Bayamón, Carolina, Distrito de Convenciones                                        | | Extremo norte de la PR-1 concurrente y sur de la PR-25P y la avenida de la Constitución                                                                                    |
| Caño de San Antonio | 3,25                                                                                   | Puentes San Antonio↓ y Guillermo Esteves↑ sobre el caño de San Antonio                 | Puentes San Antonio↓ y Guillermo Esteves↑ sobre el caño de San Antonio                                                         | Puentes San Antonio↓ y Guillermo Esteves↑ sobre el caño de San Antonio |
| Isla Grande, Miramar | ↓3,35                                                                                  |                                                                                        | · – Aeropuerto, Carolina, Calle Olimpo / · – Bayamón, Caguas, Río Piedras                                                      | Extremo sur de la PR-1 concurrente, norte de la PR-16 y la avenida Juan Ponce León, y oeste de la PR-26; la PR-16 provee acceso a la PR-35                                 |
| Isla Grande, Miramar | ↓3,35                                                                                  | · – Isla Grande                                                                        | | Extremo sur de la PR-1 concurrente, norte de la PR-16 y la avenida Juan Ponce León, y oeste de la PR-26; la PR-16 provee acceso a la PR-35                                 |
| Isla Grande, Miramar | ↑2,9                                                                                   |                                                                                        | PR-1 norte – Viejo San Juan | Extremo sur de la PR-1 concurrente, norte de la PR-16 y la avenida Juan Ponce León, y oeste de la PR-26; la PR-16 provee acceso a la PR-35                                 |
| Isla Grande, Miramar | ↑2,9                                                                                   | PR-26 este (Expreso Román Baldorioty de Castro) – Carolina                             | | Extremo sur de la PR-1 concurrente, norte de la PR-16 y la avenida Juan Ponce León, y oeste de la PR-26; la PR-16 provee acceso a la PR-35                                 |
| Miramar, Gandul, Alto del Cabro | ↑3,8                                                                                   |                                                                                        | (Calle Cerra) / Calle Elisa Colberg                                                                                            | Tránsito saliente en ambas calles; extremo norte de la PR-39 |
| Figueroa, Campo Alegre | ↑4,35                                                                                  |                                                                                        | (Avenida Roberto H. Todd) | |
| Hipódromo, Pozo del Hato | ↑5,05                                                                                  |                                                                                        | · (Autopista José de Diego) – San Juan, Bayamón, Caguas                                                                        | Salida oeste y entrada este; la entrada de la PR-22 este se une al tráfico de la PR-37 este en la calle Doctor Manuel Fernández Pavía este (km 5,2); salida 0A de la PR-22 |
| Hipódromo, Pozo del Hato, Minillas | ↑5,2                                                                                   |                                                                                        | PR-37 (Calle Doctor Manuel Fernández Pavía / Avenida José de Diego)                                                            | Tránsito entrante desde el oeste y bidireccional en el este |
| Martín Peña, Monteflores, Obrero | ↑6,5                                                                                   |                                                                                        | | Extremo oeste de la PR-36 |
| Martín Peña, Obrero | ↑6,85                                                                                  |                                                                                        | · (Expreso Luis Muñoz Rivera) – San Juan, Bayamón, Santurce                                                                    | El tráfico de la PR-1 norte se sale de la avenida Juan Ponce de León norte                                                                                                 |
| Caño Martín Peña | ↑7,0                                                                                   | Puente de Martín Peña sobre el caño Martín Peña                                        | Puente de Martín Peña sobre el caño Martín Peña                                                                                | Puente de Martín Peña sobre el caño Martín Peña |
| Martín Peña, Las Monjas | ↑7,7                                                                                   |                                                                                        | Avenida Quisqueya (PR-40) | Solo tránsito entrante; extremo oeste de la PR-40; acceso indirecto al este vía calle Bolivia (km 7,8)                                                                     |
| El Vedado, Ciudad Nueva | ↑8,05                                                                                  |                                                                                        | (Avenida Franklin D. Roosevelt) / ·                                                                                            | |
| El Vedado, Ciudad Nueva | ↑8,4                                                                                   |                                                                                        | / Calle José Martí | Extremo norte de la PR-41 |
| El Vedado, Floral Park | ↑8,8                                                                                   |                                                                                        | PR-1 / Calle Betances | Tránsito entrante desde el oeste y bidireccional en el este; el tráfico de la PR-1 norte se une al de la PR-25 norte a través de la avenida Juan Ponce de León norte       |
| La 37, Amparo | ↑9,9- ↑10,0                                                                            |                                                                                        | (Expreso Jesús T. Piñero) / ·                                                                                                  | Intercambio tipo diamante |
| Santa Rita, Ubarri, Venezuela | ↓11,1                                                                                  |                                                                                        | PR-3 oeste hacia PR-1 norte | Entrada desde la PR-3 oeste y salida a la PR-1 norte; extremo sur de la PR-25; sin rotular                                                                                 |
| Santa Rita, Ubarri, Venezuela | Brecha en la avenida Juan Ponce de León                                                |                                                                                        | | |
| Santa Rita, Ubarri, Venezuela | ↑0,15                                                                                  | Extremo norte de la avenida Juan Ponce de León coextensiva con la PR-3                 | Extremo norte de la avenida Juan Ponce de León coextensiva con la PR-3                                                         | Extremo norte de la avenida Juan Ponce de León coextensiva con la PR-3 |
| Santa Rita, Venezuela, El Cinco | ↑0,0                                                                                   |                                                                                        | / · / (Calle Guaracanal) | Extremo en sentido horario de la PR-3 y oeste de la PR-847 |
| Santa Rita, Venezuela, El Cinco | ↑0,0                                                                                   |                                                                                        | / · / (Calle Guaracanal) | Extremo en sentido horario de la PR-3 y oeste de la PR-847 |
| Río Piedras | Brecha en la avenida Juan Ponce de León al final del puente de Río Piedras (en inglés) | Brecha en la avenida Juan Ponce de León al final del puente de Río Piedras (en inglés) | Brecha en la avenida Juan Ponce de León al final del puente de Río Piedras (en inglés)                                         | Brecha en la avenida Juan Ponce de León al final del puente de Río Piedras (en inglés)                                                                                     |
| El Cinco | 12,35                                                                                  | Extremo norte de la avenida Juan Ponce de León coextensiva con la PR-1                 | Extremo norte de la avenida Juan Ponce de León coextensiva con la PR-1                                                         | Extremo norte de la avenida Juan Ponce de León coextensiva con la PR-1 |
| El Cinco | ↑12,5                                                                                  |                                                                                        | · | Extremo norte de la PR-8838 |
| El Cinco | ↑3,3                                                                                   |                                                                                        | · | Extremo norte de la PR-8838 |
| El Cinco | 3,0                                                                                    |                                                                                        | · / · – Guaynabo, Caguas | Antigua PR-8839 y antiguo extremo norte de la PR-8838; provee acceso a la PR-1 sur y la PR-21 oeste                                                                        |
| El Cinco | 2,7                                                                                    |                                                                                        | (Avenida Ana G. Méndez) – Cupey                                                                                                | Sin acceso a la PR-8838 sur desde la PR-176 norte; la PR-176 norte solo provee acceso a la PR-1 norte desde la PR-8838                                                     |
| Monacillo Urbano | 1,2                                                                                    | Extremo sur de la avenida Juan Ponce de León                                           | Extremo sur de la avenida Juan Ponce de León                                                                                   | Extremo sur de la avenida Juan Ponce de León |
| Monacillo Urbano | ↓0,0                                                                                   |                                                                                        | | Extremo sur de la PR-8838 |
| 1.000 mi = 1.609 km; 1.000 km = 0.621 mi ↑ En dirección norte • ↓ En dirección sur Terminal concurrente • Acceso incompleto • Transición de ruta |                                                                                        |                                                                                        | | |
| Ubicación 1. 2. 3. 4. 5. 6. 7. |                                                                                        |                                                                                        | | |
| Kilómetros 1. 2. |                                                                                        |                                                                                        | | |